# Brigitte Baptiste
Brigitte Baptiste, née le 23 octobre 1963, est une écologiste du paysage colombien et une experte des questions d'environnement et de biodiversité en Colombie. Elle est membre du Groupe d'experts multidisciplinaire de la Plateforme intergouvernementale scientifique et politique sur la biodiversité et les services écosystémiques et fait partie de la représentation nationale auprès de l'Institut interaméricain de recherche sur le changement global. Elle est la directrice de l'Institut de recherche sur les ressources biologiques Alexander von Humboldt (en) de 2011 à 2019. En septembre 2019, elle devient directrice de l'Universidad EAN (es),. Elle milite pour les droits des personnes LGBT et considère que les questions queers et les questions écologiques peuvent être liées.

## Éducation
Brigitte Baptiste étudie la biologie à l'Université Pontificale Xavierienne, où elle finit son cursus et écrit une thèse sur l'écologie de la pêche à Araracuara, en Amazonie,. En tant que boursière du Programme Fulbright de 1992 à 1994, elle obtient une maîtrise en conservation tropicale et études de développement à l'Université de Floride. Sa thèse porte sur la gestion forestière par les communautés rurales de Boyacá Andes, en Colombie. Elle poursuit ses études supérieures dans le cadre du programme Russell Train de l'ONG World Wildlife Fund (WWF) à l'Université autonome de Barcelone, en sciences de l'environnement (économie écologique et gestion des ressources naturelles) en 2000. Sa thèse s'intitule Le concept de structure écologique principale (EEP en espagnol) et son potentiel comme outil de gestion environnementale pour la biodiversité.

## Vie professionnelle
Brigitte Baptiste travaille dans les sphères associatives et académiques. En tant qu'étudiante en 1982, elle cofonde l'association environnementale à but non lucratif Corporación Grupo Ecológico GEA, dont elle sera la directrice de 1984 à 1991. De 1991 à 1996, elle est professeur à l'Institut d'études et de développement de l'environnement (IDEADE) de l'Université pontificale, au cours de laquelle elle édite Ambiente y Desarrollo (IDEADE-PUJ). Après 1996, elle coordonne le programme d'utilisation et d'évaluation de la biodiversité à l'Institut Humboldt et est consultante pour de nombreuses organisations à but non lucratif, dont le WWF Colombie. Elle retourne à l'Université pontificale de 2002 à 2009 pour enseigner et faire des recherches en tant que professeure assistante. Elle est directrice de l'Institut Humboldt de 2011 à 2019.
En tant que directrice, Baptiste représente l'autorité scientifique de la Colombie auprès de la Convention sur le commerce international des espèces de faune et de flore sauvages menacées d'extinction (CITES) et de l'Organe subsidiaire de conseil scientifique et technologique (SBSTA). De 2015 à 2017, Elle siège au Groupe d'experts intergouvernemental sur la biodiversité et les services écosystémiques (IPBES). Elle co-préside des groupes de travail sur les connaissances autochtones et locales, ainsi que sur les outils et méthodologies politiques. En 2019, Elle copréside une des commissions du groupe. Elle est également membre du Comité consultatif sur les politiques scientifiques de l'IAI (Initiative environnementale interaméricaine pour le changement global) et du comité scientifique du programme mondial PECS (Ecosystem Change and Society). En 2016, elle plaide pour un accord de paix dans la guerre civile colombienne. Brigitte Baptiste devient directrice de l'Universidad Ean en septembre 2019.
En plus de ses activités académiques, Brigitte Baptiste est présente dans un épisode de "Taboo" par National Geographic Latin America. Elle est également chroniqueuse dans le journal économique La República.
Sa vie est dépeinte dans le livre « Brigitte Baptiste : un homenaje ilustrado » (Brigitte Baptiste : un hommage illustré, en espagnol).
En décembre 2024, elle figure sur la liste BBC 100 Women 2024.

## Vie privée
Baptiste est mariée à Adriana Vasquez. Ensemble, elles ont deux filles, Candelaria et Juana Pasión.